# SC Siemensstadt
Der SC Siemensstadt (Sport Club Siemensstadt Berlin e. V., SCS) ist ein Sportverein aus Berlin im Ortsteil Siemensstadt des Bezirks Spandau. In der heutigen Struktur existiert der Verein seit 1975.
Er gehört nach den Mitgliederzahlen zu den 10 größten Vereinen Berlins (2025: 7.204 Mitglieder).
Der Verein betreibt für den Senat von Berlin das Sport Centrum Siemensstadt, das für den Freizeitsport auch über die Grenzen des Ortsteils hinaus große Bedeutung hat. Für die hier durch den Verein durchgeführten Veranstaltungen und Sportkurse erhielt der SC Siemensstadt bereits Auszeichnungen durch den Landessportbund Berlin sowie von der Berliner Ärztekammer.

## Gründungsvereine und Geschichte
Der Sport Club Siemensstadt Berlin e. V. (SCS) ist ein bedeutender Breitensportverein im Berliner Stadtteil Siemensstadt. Die Wurzeln des heutigen Vereins reichen bis ins Jahr 1900 zurück, als mit dem Berliner Sport Club Wacker 1900 einer der ersten Vorgängervereine gegründet wurde. Im Laufe der Jahrzehnte entwickelte sich aus mehreren Zusammenschlüssen von Sport- und Betriebsgemeinschaften ein vielfältiger Sportverein mit heute über 7.000 Mitgliedern.

### Frühe Entwicklungen (1900–1938)
Die sportliche Geschichte in Siemensstadt begann mit der Gründung des Fußballvereins Berliner Sport Club Wacker 1900 und des Turnvereins Nonnendamm Siemensstadt (1907). Es folgten weitere Zusammenschlüsse, darunter die Integration des FC Wacker 1912 in den BSC Wacker 1900 (1914) sowie die Gründung des Schwimmvereins Siemens (1919) und der Sportvereinigung Siemens (1921). Im Jahr 1938 fusionierten diese drei Organisationen zur Betriebsgemeinschaft Siemens, die eng mit dem gleichnamigen Unternehmen verbunden war.

### Nachkriegszeit und Neustrukturierung (1945–1975)
Nach dem Zweiten Weltkrieg wurden alle Sportvereine aufgelöst. 1949 begann der Wiederaufbau mit der Gründung des Turn-Sport-Vereins Siemensstadt und des 1. FC Stern Siemensstadt. In den folgenden Jahren kam es zu mehreren strukturellen Änderungen, darunter die Teilung (1951) und spätere Wiedervereinigung (1958) von Turnverein und Sportvereinigung Siemensstadt. 1971 entstand der SV Wacker Siemensstadt durch die Fusion des 1. FC Stern Siemensstadt mit dem BSC Wacker 1900. Der heutige Sport Club Siemensstadt wurde schließlich im Jahr 1975 durch den Zusammenschluss des SV Wacker Siemensstadt mit dem Turn- und Sportverein Siemensstadt gegründet.

### Ausbau zum modernen Sportzentrum (1980–heute)
Zwischen 1980 und 1984 entstand das Sport Centrum Siemensstadt, eine multifunktionale Sportanlage im Auftrag des Berliner Senats. Es beherbergt seither Vereins-, Gesundheits- und Freizeitsport unter einem Dach. Seit 1986 ist das Zentrum Austragungsort des renommierten Tanzturniers „Blaues Band der Spree“.
Mit der Gründung der Abteilung Freizeit- und Gesundheitssport (FuG) im Jahr 1996 reagierte der SCS auf gesellschaftliche Entwicklungen hin zu gesundheitsorientierten Angeboten. In den Folgejahren erhielt der Verein für seine Nachwuchsarbeit mehrfach das „Grüne Band“ – eine der höchsten Auszeichnungen im deutschen Vereinssport.
Innovative Angebote wie ein vereinseigenes Gesundheitsstudio, Rehasport, die digitale Vereins-App oder der YouTube-Kanal SCSTV wurden eingeführt. Diese digitale Strategie wurde 2020 mit dem Berliner Zukunftspreis ausgezeichnet.
Im Jahr 2021 wurde das vereinseigene Schwimmbad mit einem KI-gestützten Sicherheitssystem ausgestattet. Ein Jahr später gründete der Verein eine eigene zertifizierte Schwimmschule mit über 80 Kursen wöchentlich.

### Aktuelle Entwicklung
Im Jahr 2024 erreichte der Verein mit über 7.000 Mitgliedern einen neuen Höchststand. Zudem wurde Anja Kosan als erste Olympiateilnehmerin des Vereins bekannt: Sie startete bei den Olympischen Spielen in Paris in der Rhythmischen Sportgymnastik für Deutschland.
Der SCS hat sich als einer der größten und vielfältigsten Breitensportvereine Berlins etabliert und steht für eine moderne, inklusive und gesundheitsorientierte Sportkultur.

## Handball
Die Handballer hatten ihre beste Zeit als TSV Siemensstadt Anfang der 1970er Jahre:
Größter Erfolg war die Berliner Meisterschaft im Feldhandball 1967 und der damit verbundene direkte Aufstieg des damaligen TSV Siemensstadt in die Feldhandball-Bundesliga zur Saison 1968. Die höchste deutsche Spielklasse konnte allerdings nicht gehalten werden, am Ende der Spielzeit 1968 stieg der TSV wieder ab. 1970 wurde der TSV nochmals Berliner Meister auf dem Großfeld, konnte sich aber in den Ausscheidungsspielen zur Teilnahme an der Feldhandball-Bundesliga 1971 nicht gegen die Konkurrenten TuS Ferndorf und Eintracht Hohn durchsetzen.
Auch im Hallenhandball war der TSV Siemensstadt zu dieser Zeit erfolgreich, 1971 wird das Team auch hier Berliner Meister.
Als SC Siemensstadt gelang im Jahr 1994 erneut der Gewinn der Berliner Meisterschaft bei den Männern sowie im Jahr 1999 bei den Frauen.

## Fußball
Als Wacker Siemensstadt spielten die 1. Herren erstmals von 1974 bis 1977 in der damals drittklassigen Oberliga Berlin. In dieser Zeit qualifizierten sich die Siemensstädter auch für den DFB-Pokal. In der Saison 1975/76 scheiterte man jedoch bereits in der 1. Runde am SC Preußen Münster, wo man 1:7 verlor. Eine Rückkehr in die Oberliga Berlin gelang dem SC Siemensstadt im Jahr 1988. Es folgte die beste Saison, die mit einem hervorragenden 7. Platz abgeschlossen wurde. Dabei konnte die Mannschaft den früheren Bundesligisten Tennis Borussia Berlin hinter sich lassen. Im Jahr 1990 stieg die Mannschaft als 15. jedoch wieder ab. In den Jahren danach folgten weitere Abstiege. In der Saison 2016/2017 spielt die 1. Herren nur noch in der Kreisliga B (10. Liga).
Bei den unteren Mannschaften sind die 3. Herren des Vereins erfolgreich, die zwischen 2000 und 2004 drei Mal die Meisterschaft in der Berliner Kreisliga A und ein Mal den Bezirkspokal gewannen.
Die 4. Herren wurden in der A-Klasse in der Amateur-Liga und in der Berliner Oberliga Berliner Meister und Berliner Pokalsieger. In dieser Mannschaft waren überwiegend Spieler des 1.FC Stern Siemensstadt aktiv.
In früheren Jahren war der SC Siemensstadt eine Talentschmiede für den Profifußball – Hertha BSC allein hat drei Jugendspieler abgeworben: Andreas Schmidt, Oliver Schmidt und Carsten Ramelow.
Ein weiterer Fußballprofi, der beim SCS aufgewachsen ist, Hakan Balta, spielte bis vor wenigen Jahren bei Galatasaray Istanbul und feierte sein Nationalmannschaftsdebüt bei der EM 2008.

## Rugby
Die Rugby-Abteilung wurde am 3. August 1923 von Wilhelm Biernicki, Vierath und Hermann Lehmann, die alle vom SC Charlottenburg kamen, ins Leben gerufen. Bereits 1927 konnte die Mannschaft ihren ersten Berliner Meistertitel erringen. von 158 bis 1971, mit Ausnahme von 1963, waren sie der eiliige Titelträger in Berlin. 994 und 2004 wurden sie Meister der Regionalliga Ost (Berlin, Brandenburg, Sachsen). In der 1. Bundesliga war der TSV von 1971 bis 1974 der einzige Vertreter Berlins.
Der Verein stellte mehrere deutsche Nationalspieler: Klaus Lange (21), Peter Noack (8), Gerd Gunkel (8), Gert Domeyer (3), Gerd Hasse (2) und aus der Zeit vor dem Zweiten Weltkrieg Rudolf Studzinski (1).

## Weitere Abteilungen
Der Verein hat 18 Vereinsabteilungen (Stand 2025), darunter:
Badminton, Basketball, Behindertensport (SuWBuN), Budo, Floorball, Fußball, Handball, Leichtathletik, Schwimmen, Tanzen, Tennis, Tischtennis, Turnen, Volleyball, Wassersport, Yoga